# Mont-ras
Mont-ras (spanisch Montrás) ist eine Gemeinde in der autonomen Region Katalonien in Spanien in der Provinz Girona mit 1.690 Einwohnern (Stand: 2024). Zur Gemeinde gehören neben dem Hauptort Mont-ras die Ortschaften Canyelles, Molines, La Roqueta und Torre Simona.

## Lage
Mont-ras liegt etwa 33 Kilometer ostsüdöstlich von Girona und etwa 130 Kilometer ostnordöstlich von Barcelona an der Costa Brava in einer Höhe von ca. 90 m. 

## Bevölkerungsentwicklung
| Jahr      | 1970 | 1981 | 1991 | 2001 | 2011 | 2021 |
| Einwohner | 1040 | 898  | 1371 | 1675 | 1833 | 1672 |

## Sehenswürdigkeiten

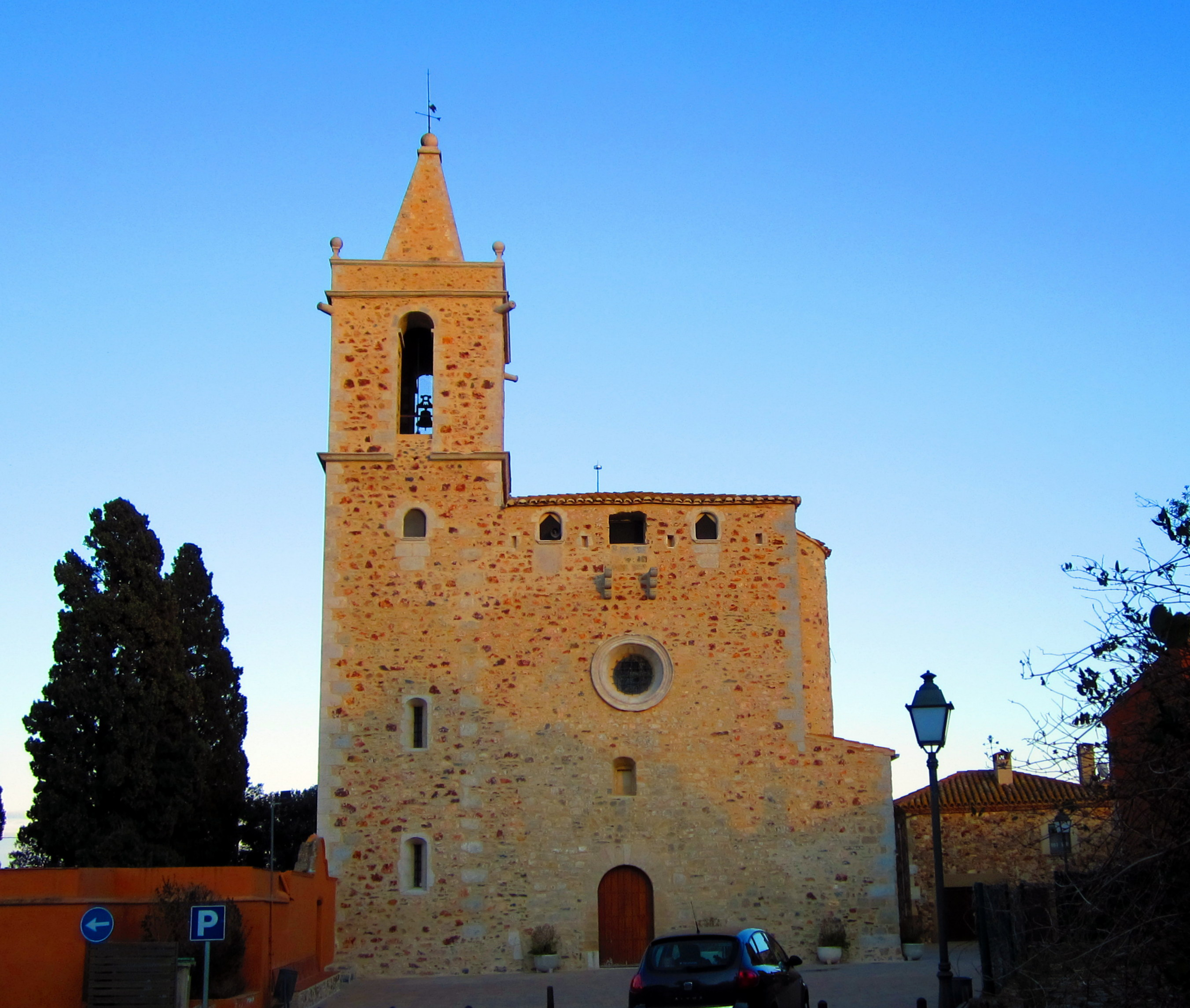
Stephanuskirche

- Stephanuskirche